# Sven Delblanc
Sven Delblanc (26. května 1931 Swan River – 15. prosince 1992 Sunnersta) byl švédský spisovatel a literární vědec. Byl docentem historie literatury na Uppsalské univerzitě. V roce 1982 obdržel Literární cenu Severské rady.

## Dílo (výběr)
- Eremitkräftan (1962)
- Prästkappan (1963)
- Homunculus (1965) (English: Homunculus: A Magic Tale)
- Ära och minne (1965)
- Nattresa (1967)
- Åsnebrygga (1969)
- Åminne (1970)
- Zahak (1971)
- Trampa vatten (1972)
- Teatern brinner (1973)
- Stenfågel (1973)
- Primavera (1973)
- Vinteride (1974)
- Kastrater (1975)
- Stadsporten (1976)
- Grottmannen (1977)
- Gunnar Emmanuel (1978)
- Gröna vintern (1978)
- Kära farmor (1979)
- Stormhatten: Tre Strindbergsstudier (1979)
- Speranza (1980) (English: Speranza)
- Samuels bok (1981)
- Samuels döttrar (1982)
- Senecas död (1982)
- Jerusalems natt (1983)
- Kanaans land (1984)
- Maria ensam (1985)
- Fågelfrö (1986)
- Moria land (1987)
- Änkan (1988)
- Damiens (1988)
- Ifigenia (1990)
- Livets ax (1991)
- Slutord (1991)
- Homerisk hemkomst: Två essäer om Iliaden och Odysséen (1992)
- Agnar (1993)